# 鄭兆基
鄭兆基（?—?），广东香山人，清朝政治人物。监生出身。
乾隆29年（1764年），擔任清朝遵义府婺川縣知縣。后由趙必恭接任。